# Црква Светих апостола Петра и Павла у Добоју
Храм Светих апостола Петра и Павла православни је храм који припада Епархији зворничко-тузланској Српске православне цркве (СПЦ). Налази се у Добоју, у Републици Српској, Босна и Херцеговина. Градња храма започета је 27. августа 1931. године а завршена до јесени 1937. године. Прва служба божија је била у јануару 1936. Храм је освештао 18. септембра 1938. године Патријарх српски Гаврило.

## Историја
Црква је изграђена на земљишту бивших аустро-угарских војничких барака. Одликује се српско-византијским стилом димензија 18 × 18 метара, са централном куполом и четири мање куполе. Грађен је према пројекту архитекте Душана Бабића из Београда. У Другом свјетском рату храм је од рушења спасила Јелена Пулфер, Српкиња родом из Херцег Новог, а удата за Нијемца Јохана Пулфера. Наиме, ова спретна Бокељка је умолила једног њемачког официра да храм претвори у војни магацин и тако заштити храм од рушења. Овај официр је пристао, иако су усташе већ биле поставиле експлозив. Довезао је нешто војне опреме и смјестио у храм. Овим је храм спасен од рушења током Другог светског рата. Током посљедњег Одбрамбено-отаџбинског рата (1992-1995) храм је усљед гранатирања имао мања оштећења на кровном покривачу.

### Унутрашњост храма
Храм је генерално обновљен од 1998. до 2010. године, када је препокривен бакром и наново малтерисан. Дрворез на иконостасу у цркви  израдио је руски пуковник Александар Радкин, а иконе на иконостасу и зидовима 1936. године рускиња Александра Н. Сељанко. Храм је живописан, а Живопис је у акрилној (секо-техника) радио Петар Билић из Београда са десеторицом својих мајстора од 2005. до 2009. године.

### Спомен храм
Централно Спомен-обиљежје жртава добојског логора налази се поред порте добојског Спомен храма Светих апостола Петра и Павла у Добоју. У помен жртвама добојског логора Српска православна црква је објавила књигу „Споменица 1915-1917", а 18. септембра 1938. године. Тадашњи српски Патријарх Његова Светост Господин Гаврило (Дожић), са  више архијереја Српске православне цркве освештао је Спомен храм Светих апостола Петра и Павла и изграђену Спомен-костурницу у којој се налазе ексхумирани посмртни остаци преко 12.000 жртава добојског аустроугарског логора.